# Kotakoli flygplats
Kotakoli flygplats är en flygplats vid orten Kotakoli i Kongo-Kinshasa. Den ligger i provinsen Nord-Ubangi, i den norra delen av landet, 1 200 km nordost om huvudstaden Kinshasa. Kotakoli flygplats ligger 549 meter över havet. IATA-koden är KLI och ICAO-koden FZFP. Flygplatsen byggdes som militär flygbas under Mobutueran, då det fanns militärutbildning i byn, men används nu av hjälporganisationer.